# Transmisión diésel-eléctrica
La transmisión diésel-eléctrica (o sistema de propulsión diésel-eléctrico) es utilizada por varios de tipos de vehículos, tanto terrestres como navales, para proporcionar locomoción .
Un sistema de transmisión diésel-eléctrico incluye un motor diésel conectado a un generador eléctrico, creando electricidad que alimenta motores de tracción eléctricos. No se requiere embrague. Antes del uso generalizado de los motores diésel, un sistema similar, usando motor de gasolina o incluso turbinas de vapor. Por lo que de forma genérica se llama transmisión mecánico-eléctrica o simplemente transmisión eléctrica cuando se sobreentiende que hablamos de un vehículo.

## Fundamento
Los motores térmicos tiene un estrecho régimen de funcionamiento óptimo y además su par cuando no gira es nulo. Es decir la curva de funcionamiento del motor no se corresponde con la curva de la carga. Cuando se conecta directamente la carga al motor se necesita adaptar la curva del motor a la de la carga. Para subsanar el par cero cuando no gira se instala un embrague que permite arrancar sin carga y después conectarse a la misma. Y para adaptar el régimen del motor a la carga se emplean unos juegos de engranajes. Los motores eléctricos posee el mayor par cuando están conectados pero no giran y por otro lado su régimen de funcionamiento óptimo es muy amplio. Y además su control es relativamente sencillo. La idea de la transmisión diésel-eléctrica es hacer funcionar un generador eléctrico mediante un motor diésel, o de forma genérica, cualquier motor térmico, funcionado en su régimen óptimo, el mejor rendimiento. La energía eléctrica se transporta a un motor eléctrico acoplado directamente a la carga. Este motor se adapta mejor a la curva de carga. Además permite aumentar la potencia fácilmente acoplando nuevos motores con su generador al sistema. Para aumentar la potencia de un sistema directo no basta con acoplar otro motor al eje sino que se necesita adoptar algún mecanismo diferencial que amortigüe las diferencia de velocidad de los motores. Este tipo de transmisión de energía se utiliza en los ferrocarriles por locomotoras diésel eléctricas y múltiples unidades diésel-eléctricas, ya que solo los motores eléctricos son capaces de suministrar el máximo par a 0 rpm. El sistema diésel-eléctrico también se utilizan en submarinos, en barcos de superficie y en algunos vehículos terrestres.    
Aunque el motor térmico funcione en su punto óptimo la transmisión diésel-eléctrica suele ser menos eficiente que la directa por lo que se emplea menos. Pero existen casos en la que las ventajas de funcionamiento y construcción la hacen más competitiva.  
Un sistema similar emplea en vez de la energía eléctrica la de la presión de un fluido mediante una bomba en vez del generador y un convertidor de par en vez de un motor eléctrico. Es la transmisión hidráulica. Durante años más empleada que la eléctrica ya que se consideraba más eficiente que esta. Pero con los avances de control electrónico se ha invertido y ahora se emplea más la eléctrica.
En algunas aplicaciones de alta eficiencia, la energía eléctrica se puede almacenar en baterías recargables, en cuyo caso estos vehículos se pueden ser considerados como una clase de vehículo eléctrico híbrido.

## Aplicación naval

### Barcos de superficie

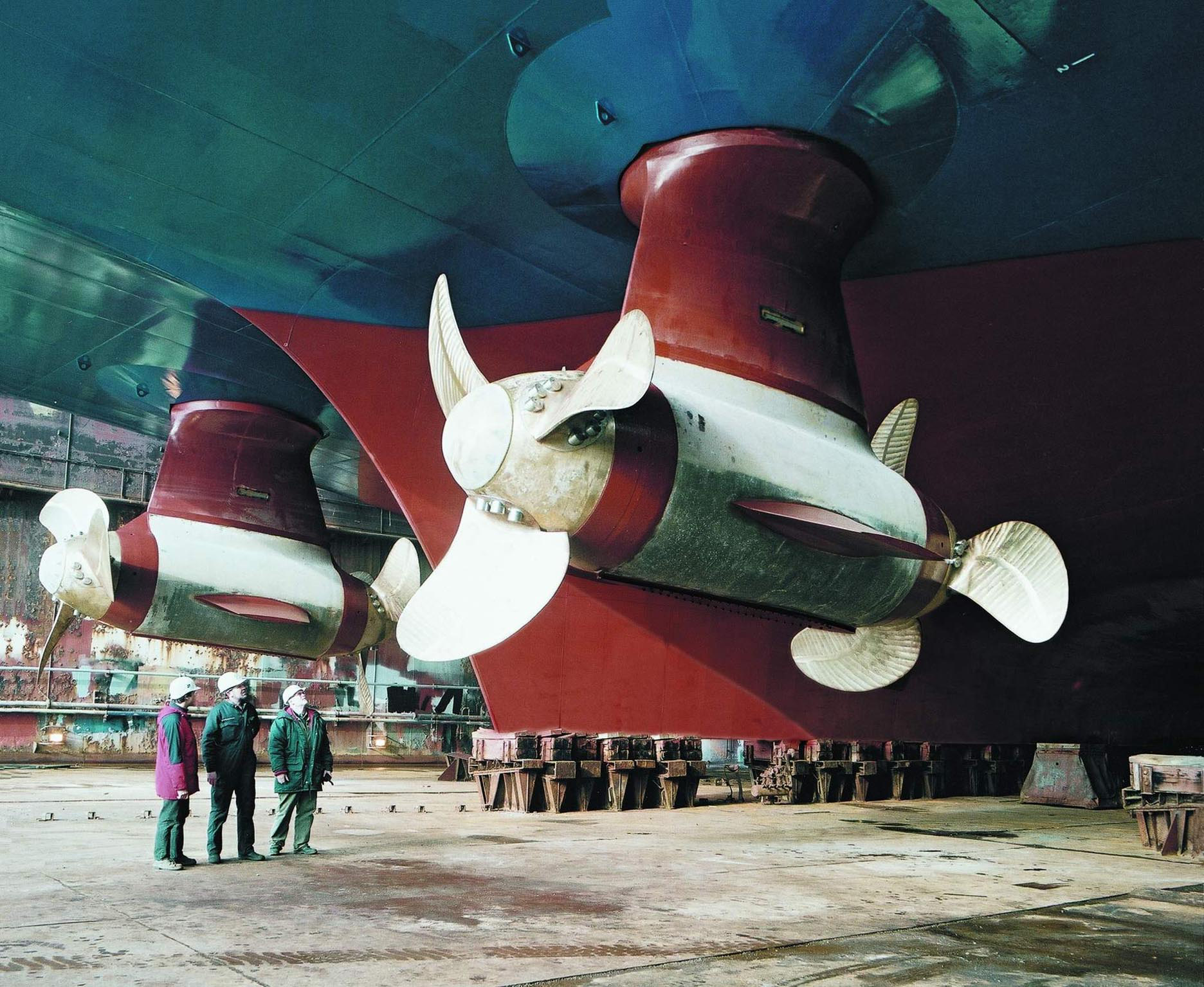
Propulsores azimutales Siemens Schottel.

La motonave primera diésel fue también el primer buque con transmisión diésel-eléctrico, el petrolero fluvial ruso Vandal desde Branobel, botado en 1903. En la década de 1920 los acorazados de la clase Tennessee empleaban una variante con turbina de vapor en vez de motor diésel. Desde entonces se ha estado utilizando diésel-eléctricas en centrales eléctricas de buques de superficie, y ha aumentado últimamente. El buque finlandés defensa costera Ilmarinen, botado en 1929, fue uno de los primeros buques de superficie en utilizar la transmisión diésel-eléctrica. Más tarde, la tecnología se utiliza en motor diésel de rompehielos.
Algunas naves modernas, incluyendo cruceros y rompehielos, utilizan motores eléctricos en góndolas llamados propulsores azimutales debajo para permitir la rotación de 360°, por lo que son barcos mucho más maniobrables.
Las turbinas de gas también se utilizan para la generación de energía eléctrica y algunos barcos usan una combinación: el Queen Mary 2 tiene un conjunto de motores diésel en la parte inferior de la nave más dos turbinas de gas montadas cerca de la chimenea principal; todos se utilizan para la generación de energía eléctrica, incluido el utilizado para impulsar las hélices. Esto proporciona una manera relativamente simple de utilizar la alta velocidad, el par de salida bajo de una turbina para accionar una hélice a baja velocidad, sin la necesidad de una reducción de engranajes excesiva.

### Submarinos
Los primeros submarinos utilizaban una conexión directa entre el motor y la hélice, la conmutación entre motores diésel para navegación en superficie, y motores eléctricos para la propulsión sumergidos. Esto era efectivamente un mecanismo híbrido de tipo "paralelo", puesto que los motores se acoplaban al mismo eje, con la opción de desconectar el motor para funcionamiento sumergido, y usando el motor como un generador para recargar las baterías, mientras se encontraban en la superficie.
Una verdadera transmisión diésel-eléctrica para los submarinos fue propuesta por primera vez por la Mesa de Ingeniería de la Armada de Estados Unidos en 1928, en lugar de mover la hélice directamente mientras navega en la superficie, en su lugar el motor diésel del submarino movería un generador que bien podría cargar las baterías del submarino o mover el motor eléctrico. Esto significa que la velocidad del submarino es independiente de la velocidad del motor diésel. Así el diésel podría funcionar a su velocidad óptima. Además uno o más de los motores diésel podría ser apagado para mantenimiento, mientras que el submarino continuría navegando utilizando la energía de la batería. El concepto fue implementado en 1929 en los submarinos de la Clase S: S-3 , S-6 y S-7 para probar el concepto. Ninguna otra marina adoptado el sistema antes de 1945, además de los submarinos Clase U de la British Royal Navy, aunque algunos submarinos de la Armada Imperial Japonesa utilizaron generadores diésel independientes para navegar a baja velocidad.
En un accionamiento diésel-eléctrico directo, la hélice (generalmente única) es accionada directamente por un motor eléctrico, mientras que dos o más generadores diésel proporcionan energía eléctrica para cargar las baterías o accionar el motor eléctrico. Esto aísla mecánicamente el compartimiento del motor ruidoso desde el casco de presión exterior y reduce la firma acústica del submarino. Además, algunos submarinos nucleares también desvinculan su compartimento del reactor de esta manera, con un sistema de propulsión turbo-eléctrico con turbogeneradores accionados por el vapor del reactor. La expresión "diésel-eléctrico" en los submarinos generalmente se refiere a que disponen de propulsión eléctrica y diésel por separado. La hélice es movida directamente tanto por el motor eléctrico como por el diésel, pero cuando el motor eléctrico mueve la hélice, la energía se la proporciona las baterías y no el motor diésel.

## Ferrocarril
En la década de 1920, la transmisión diésel-eléctrica tuvo por primera vez un uso limitado en conmutadores (o guardagujas ), las locomotoras utilizadas para mover los trenes en los patios del ferrocarril alrededor y montaje y desmontaje de ellos. Una de las primeras compañías que ofrecen "Oil-locomotoras eléctricas" fue la American Locomotive Company (ALCO). El ALCO serie HH diésel-eléctrico de conmutación entró en producción en serie en 1931. En la década de 1930, el sistema fue adaptado para los trenes aerodinámicos, los trenes más rápidos de su tiempo. La transmisión diésel-eléctrica se hizo popular debido a que simplifica en gran medida la manera de transmitir a las ruedas la fuerza motriz y el hecho de ser a la vez más eficiente las necesidades y se había reducido en gran medida de mantenimiento. La transmisión directa puede llegar a ser muy compleja, teniendo en cuenta que una locomotora típica tiene cuatro o más ejes. Además, una locomotora diésel de transmisión directa requeriría un número poco práctico de engranajes para mantener el motor dentro de su curva de potencia; acoplar el diésel a un generador elimina este problema. Una alternativa es utilizar un convertidor de par o acoplamiento de fluido en un sistema de accionamiento directo para reemplazar la caja de cambios. Transmisiones hidráulicas se decía ser un poco más eficiente que la tecnología diésel-eléctrica y durante un tiempo predominaron .

## Vehículos terrestres

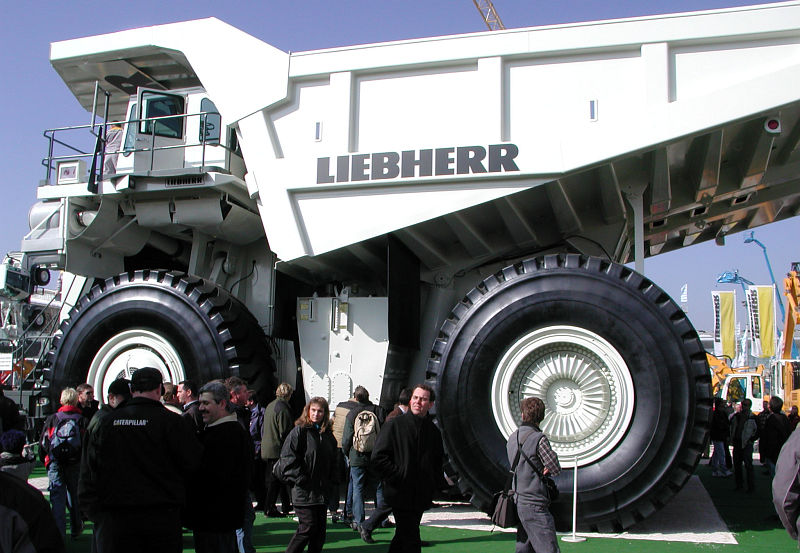
Dumper Liebherr T282 con transmisión diésel-eléctrica

Ha habido varios intentos tempranos de aplicar la transmisión diésel-eléctrica a vehículos militares, especialmente a tanque. Por ejemplo uno de los prototipos de Tiger I proyectado por Ferdinand Porsche en la Segunda Guerra Mundial. Este prototipo fue desechado pero el chasis sirvió de para el desarrollo del cazacarros pesado Elefant. Pero los desarrollos militares no han llegado a cuajar.
La aplicación a vehículos civiles es relativamente tardía aunque Ferdinand Porsche ya trabajo en un coche con transmisión eléctrica y motor de gasolina en 1901. Donde primero se aplicó fue en maquinaria muy pesada como en la minería: en grandes camiones el Liebherr T282 o palas cargadoras LeTourneau L-2350. O para vehículos espaciales como el transporte sobre orugas de la NASA. Donde los engranajes necesarios alcanzaban dimensiones impracticables. (véase:ley cuadrático-cúbica)
En vehículos ligeros o incluso en camiones y autobuses no ha tenido aplicación hasta la demanda de vehículos más eficientes y de menor de emisión de CO2 fomento el auge de los vehículos híbridos, en los que aparece de forma conjunta la transmisión eléctrica y la capacidad de almacenar la electricidad.